# Musée archéologique de Bilbao
Le Musée archéologique de Bilbao ou Musée archéologique de Biscaye, de son nom basque Arkeologi Museoa, est un musée par la députation forale de Biscaye. Situé à Bilbao, dans les bâtiments d'une ancienne gare réhabilités à cette fin, et ouvert au public à partir d'avril 2009, il a pour vocation de présenter le patrimoine archéologique de la région de Biscaye et plus largement du nord-ouest de l'Espagne, depuis la Préhistoire jusqu'à nos jours.
Il reprend une partie des collections du Museo Arqueológico, Etnográfico e Histórico Vasco, le musée basque de Bilbao, en les complétant par des objets exhumés plus récemment lors de fouilles archéologiques réalisées sur le territoire biscayen. Le reste est composé de pièces appartenant à d'autres musées, comme le musée diocésain d'art sacré, également situé à Bilbao, ou de pièces appartenant à des particuliers.
À part cette mission de présentation au public du patrimoine archéologique de Biscaye, le musée archéologique de Bilbao est aussi chargé d'assurer le dépôt, la conservation, la restauration et l'étude du matériel archéologique découvert lors des fouilles.

## Le bâtiment
Le musée est situé dans l’ancienne gare de chemin de fer de la ligne de Bilbao à la vallée d'Asua. Cette gare, inaugurée en 1895, a connu des travaux d'agrandissement au début du XXe siècle, pour être définitivement abandonnée en 1994.
L'installation du musée en son sein a été précédée d'une série de travaux de restauration et d'agrandissement. Les anciens bâtiments sont affectés aux services administratifs du musée et aux salles d'étude et d'atelier. Un nouveau bâtiment, construit sur l'emprise des quais de la gare, est dédié aux dépôts et aux salles d'exposition.
Le musée est donc situé dans le quartier du Casco viejo, centre historique de Bilbao, à proximité immédiate et en vis-à-vis du musée basque dont il reprend en partie la mission et les collections.

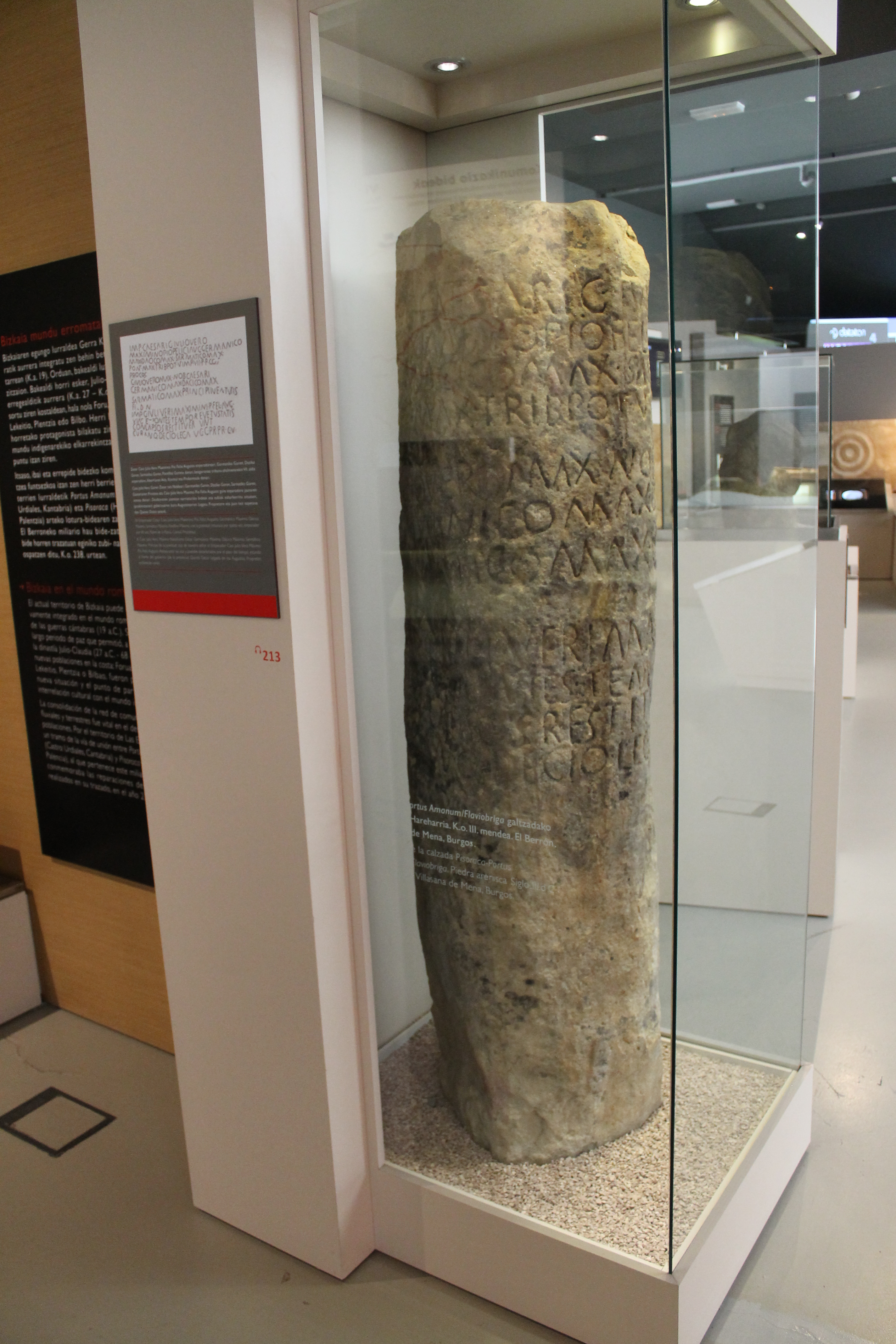
Miliaire romain de Portus Amanum (Pisoraca)

## Les collections
L'exposition permanente retrace l'histoire de la région sur un parcours chronologique composé de deux étages du bâtiment. Elle couvre une période allant du Paléolithique et des premières occupations humaines de la région jusqu’aux temps modernes. Elle est organisée suivant un découpage chronologique en sept blocs.
Ces sept parties sont le Paléolithique, le Néolithique et l'âge du bronze, l'âge du fer, traitant plus spécifiquement des habitants des castra Cantabres, Caristes et Autrigones, la période romaine, le Moyen Âge wisigothique, puis roman ; une seconde partie médiévale traite plus spécifiquement du développement urbain. La septième et dernière partie évoque les temps modernes depuis la Renaissance.
Des expositions temporaires viennent préciser divers aspects de l'histoire de la Biscaye.

### Âge du fer

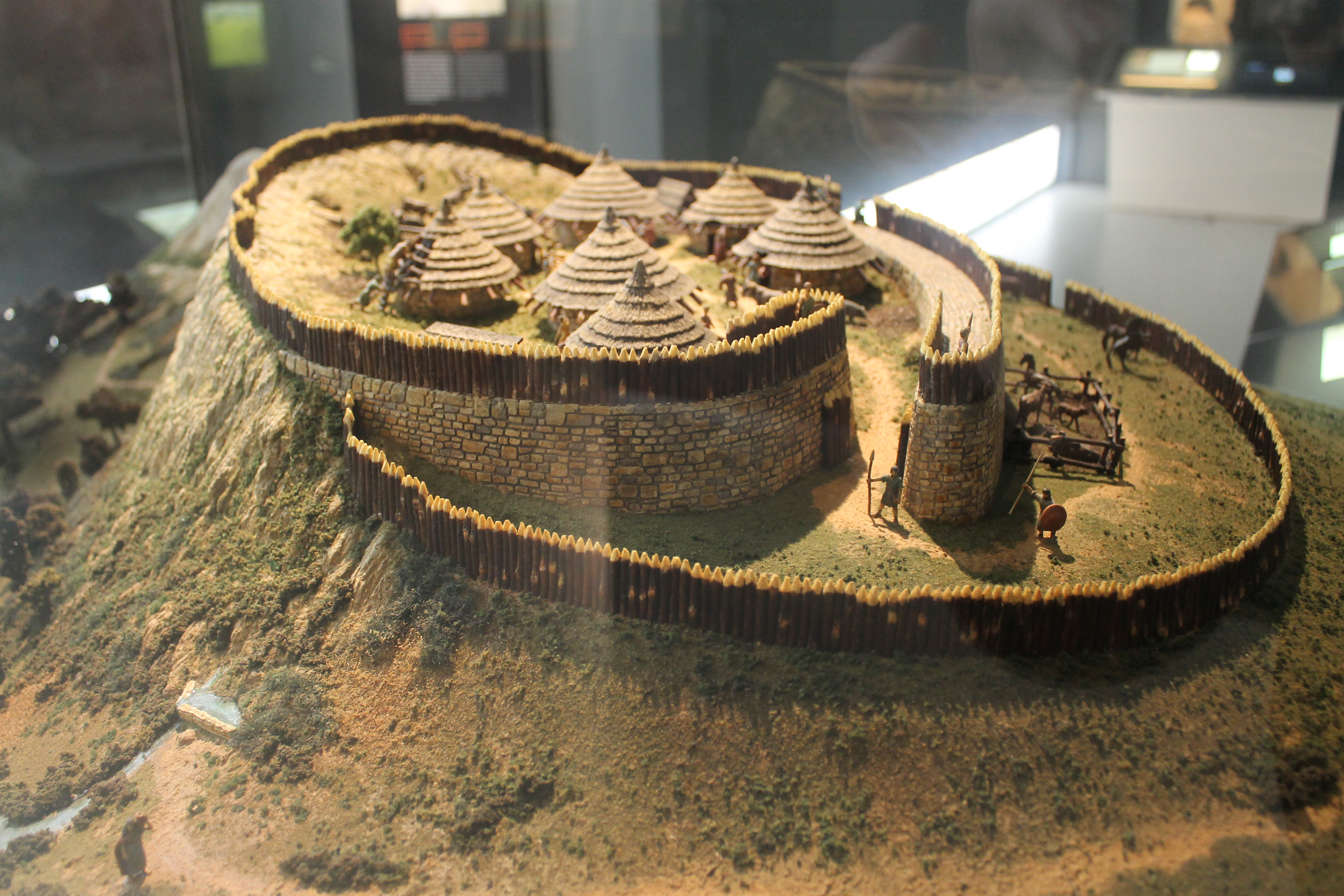
Castro de Kosnoaga (Guernica)
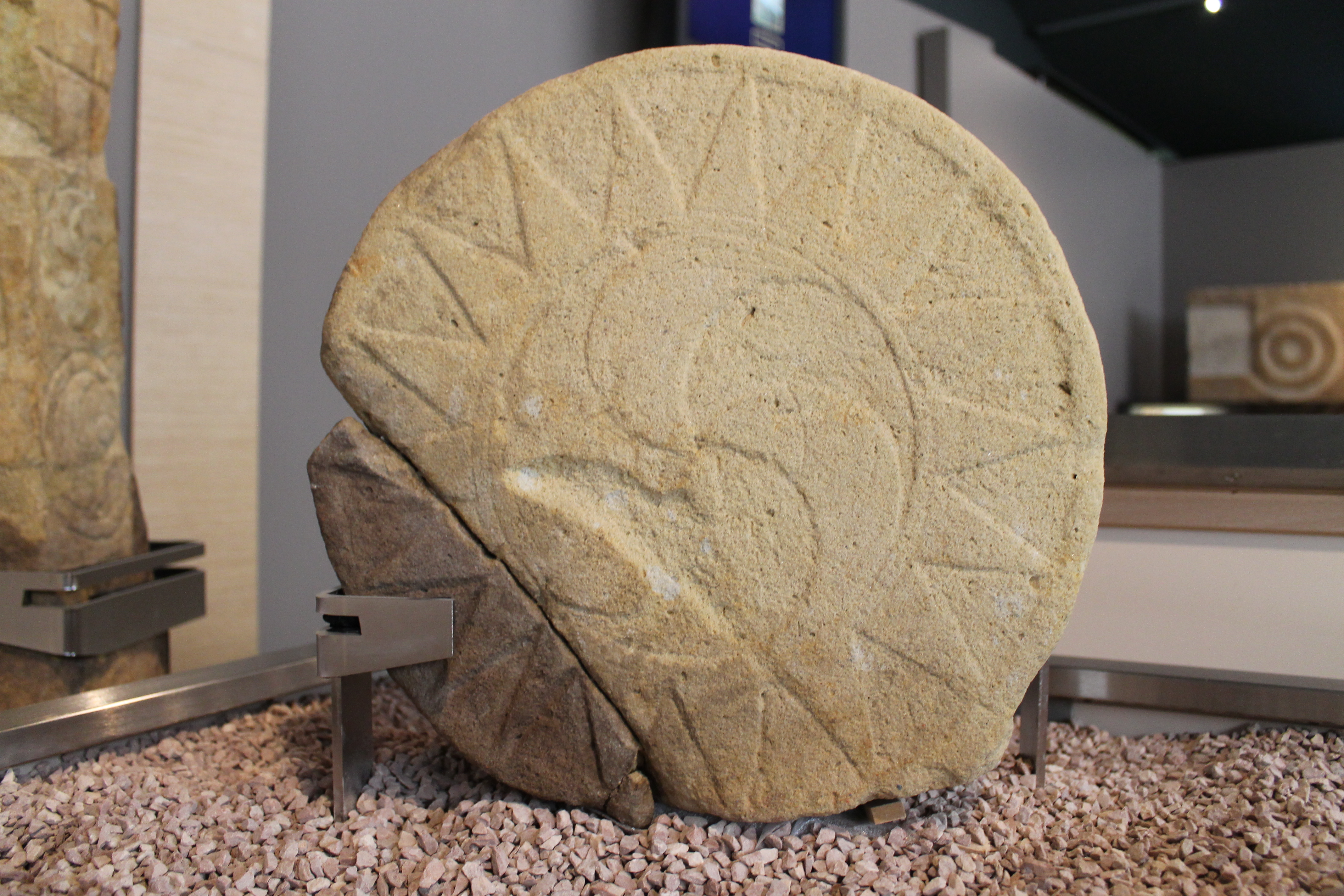
Stèle funéraire à thème  solaire de Berreaga
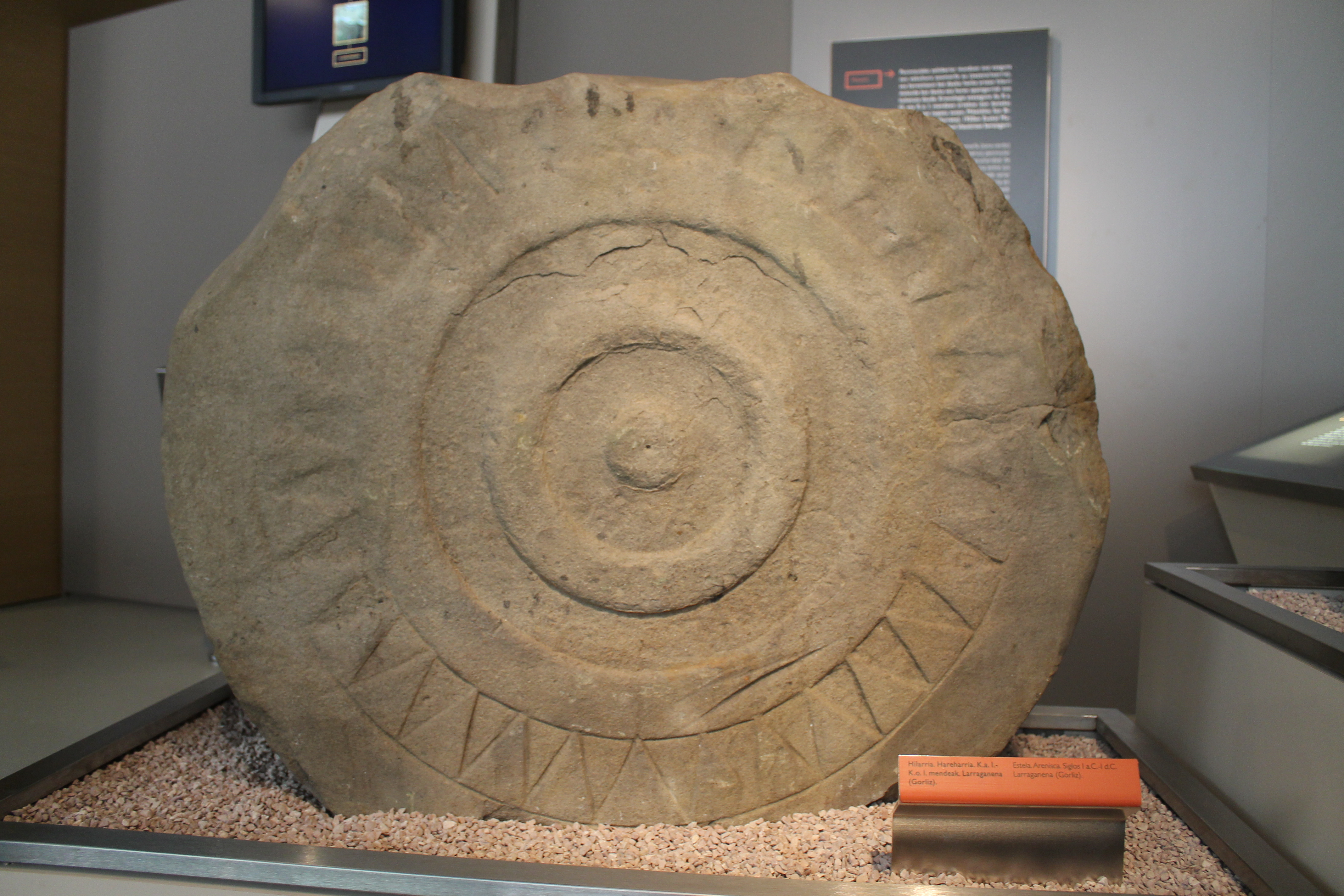
Stèle funéraire solaire de Larrganena

### Époque romaine

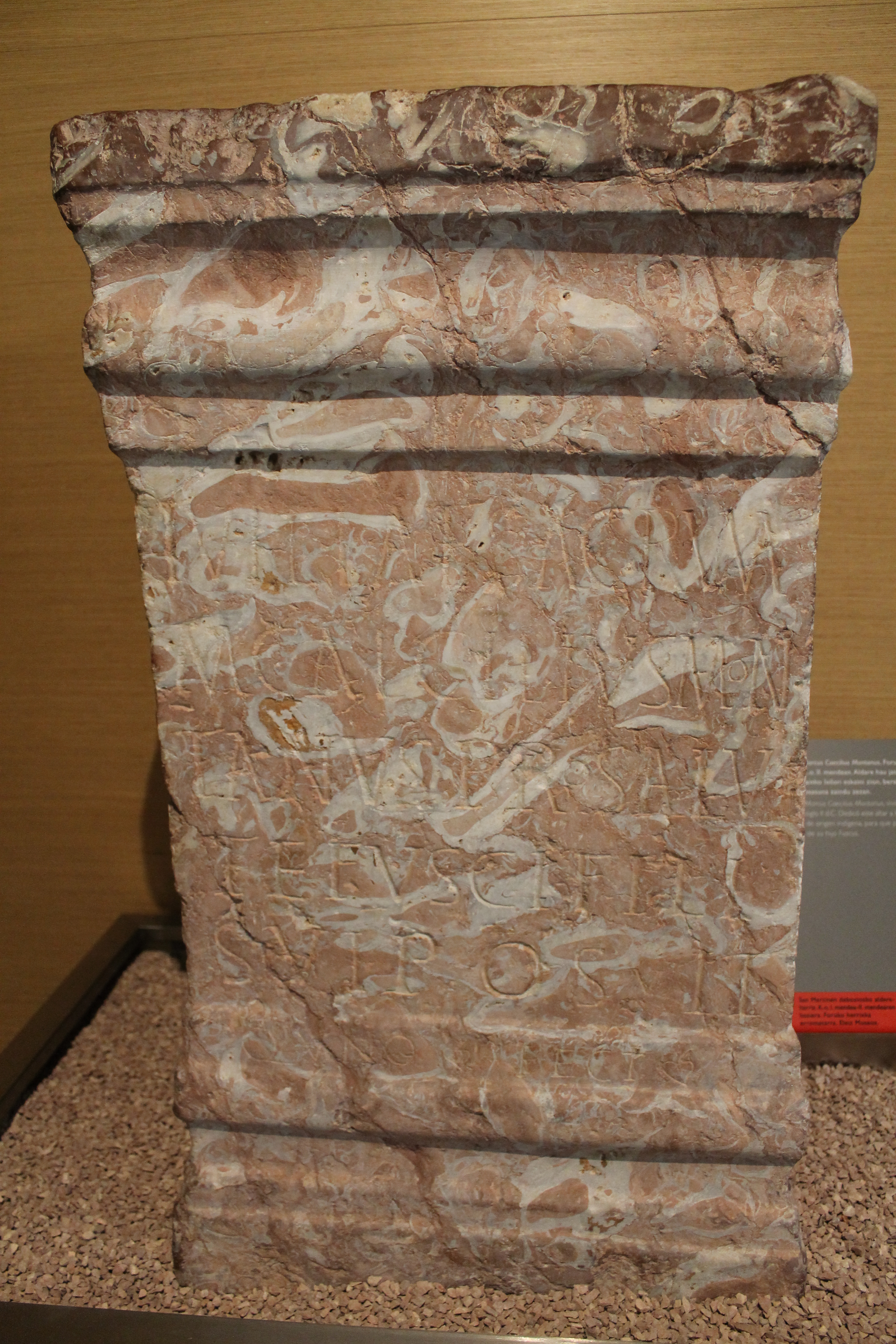
Autel votif romain. IIe s. ap. JC
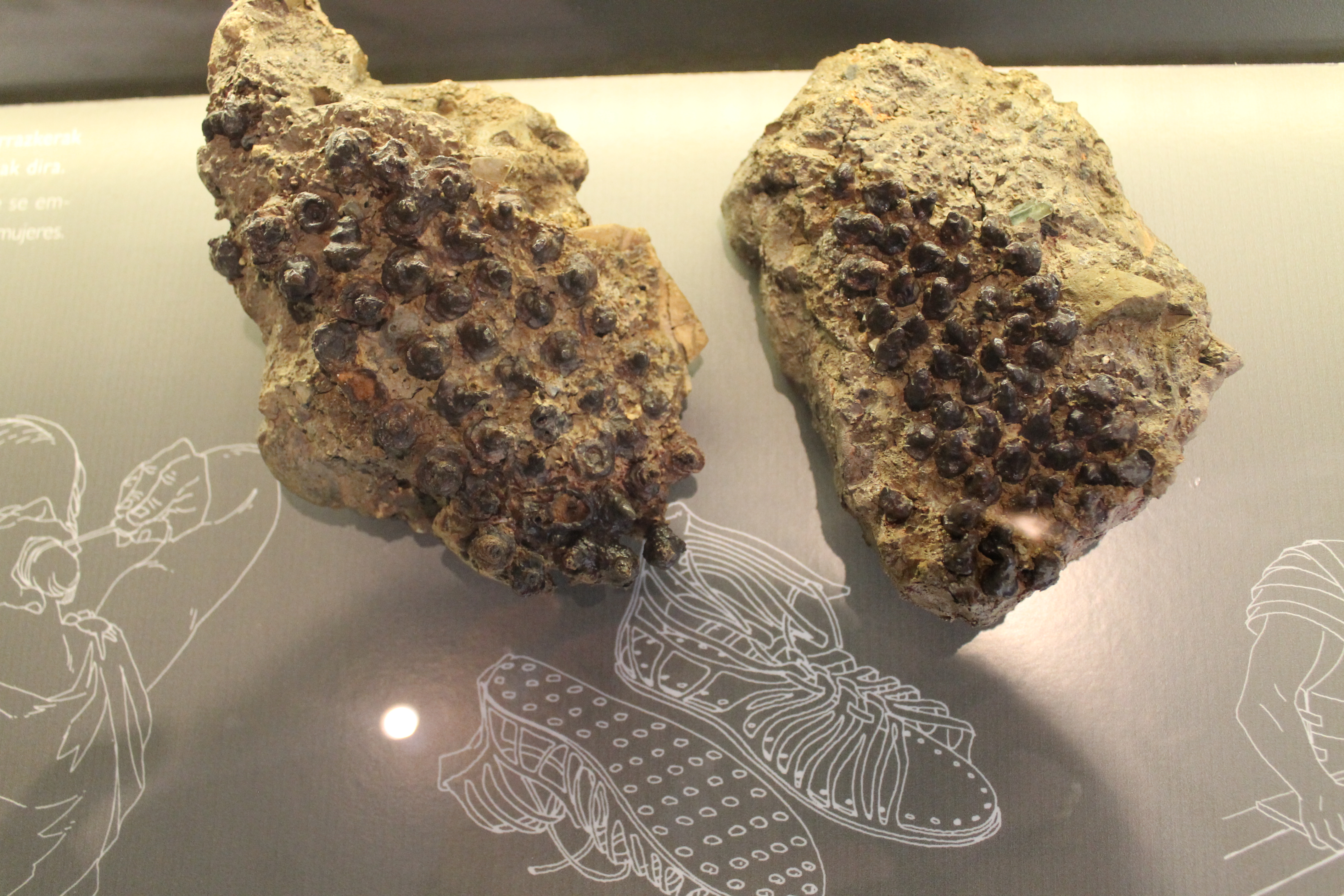
Caligae (sandales romaines cloutées)
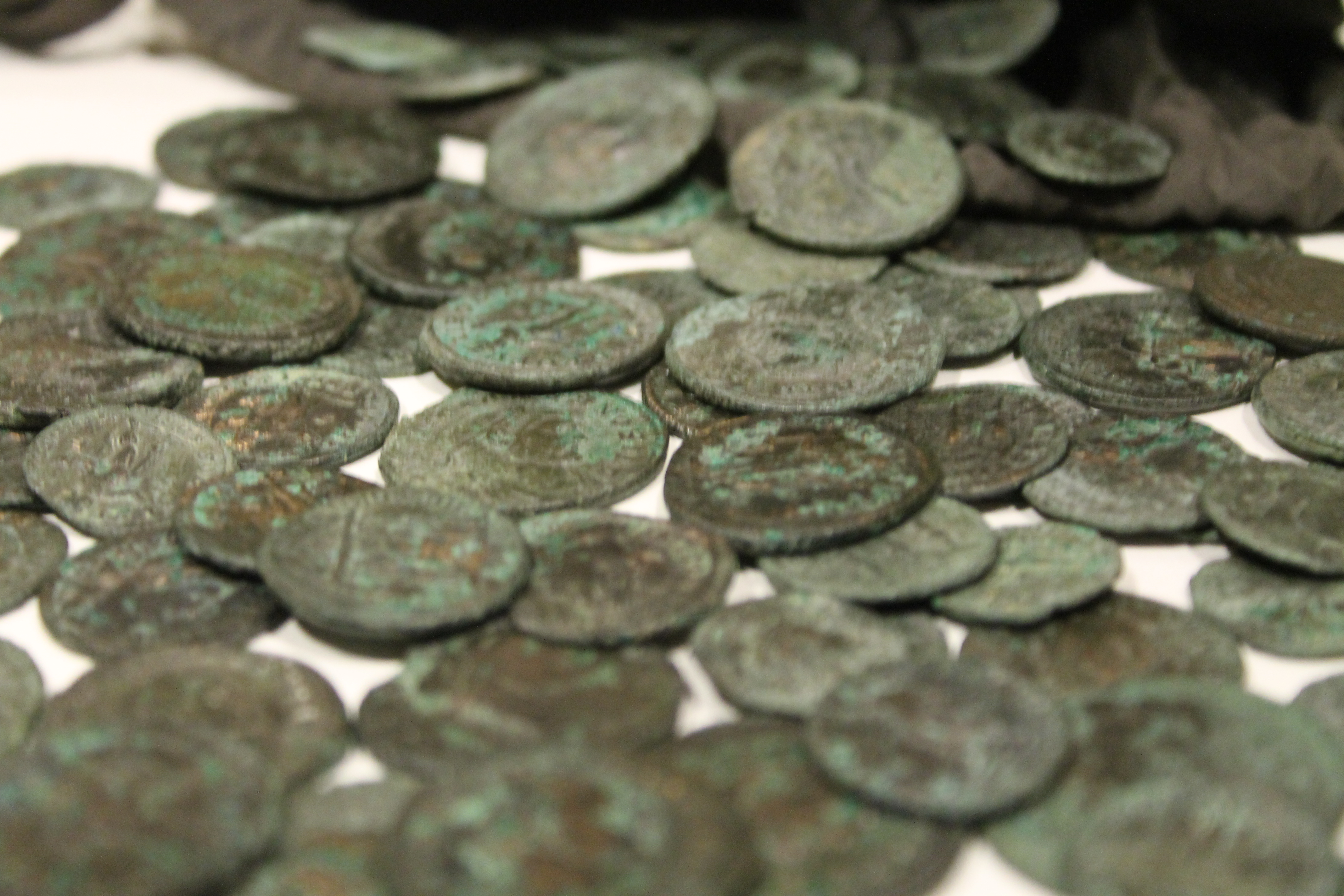
Trésor de  Sakona. Bas-Empire romain.